# 緒方四十郎
緒方 四十郎（おがた しじゅうろう、1927年（昭和2年）11月16日 - 2014年（平成26年）4月14日）は、日本の銀行家。
日本銀行理事、日本開発銀行副総裁などを歴任した。

## 来歴

### 生い立ち
1927年、東京府にて緒方竹虎の三男として生まれた。
東京女子高等師範学校付属幼稚園（現・お茶の水女子大学附属幼稚園）、成蹊小学校、旧制・成蹊高等学校（文科乙類）を経て、1950年に東京大学法学部を卒業した。同年、日本銀行に入行した。

### 銀行家として

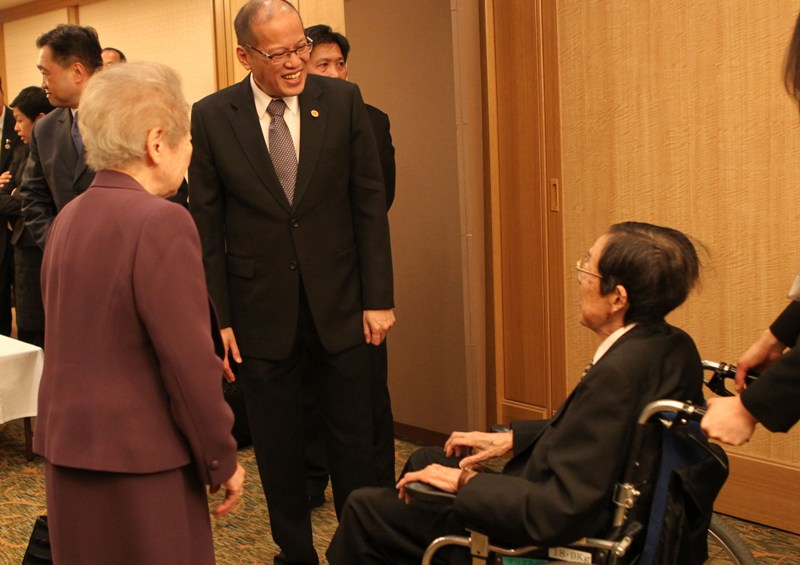
2013年12月14日、フィリピン大統領ベニグノ・アキノ3世（中央）、妻の緒方貞子（左）と

日本銀行においては、アメリカ合衆国研修にて1954年にフレッチャー法律外交大学院の修士課程を修了し、ロンドン駐在などを経て、1971年に岡山支店の支店長に就任した。同年8月のニクソン・ショックの際には、外国局の総務課にて課長を務めており、混乱する市場への対処にあたった。その後、外国局の次長を経て、1975年にはニューヨーク駐在参事となった。
1979年、日本銀行の外国局にて局長に就任した。1981年、日本銀行の理事に就任し、国際関係を統括した。1985年9月にアメリカ合衆国で開催された先進5か国蔵相・中央銀行総裁会議においては、日本銀行総裁の澄田智に随行した。なお、このときの先進5か国蔵相・中央銀行総裁会議において、プラザ合意が発表された。
日本銀行退職後は、1986年より日本開発銀行の副総裁を務めた。その後、1991年に副総裁を退任した。
1991年より山一證券、富士ゼロックスなどの取締役を歴任した。また、国際連合の財政諮問委員会にて共同議長も務めた。
2014年4月14日午後0時55分、心不全のため東京都港区の病院で死去した。86歳没。

## 家族・親族

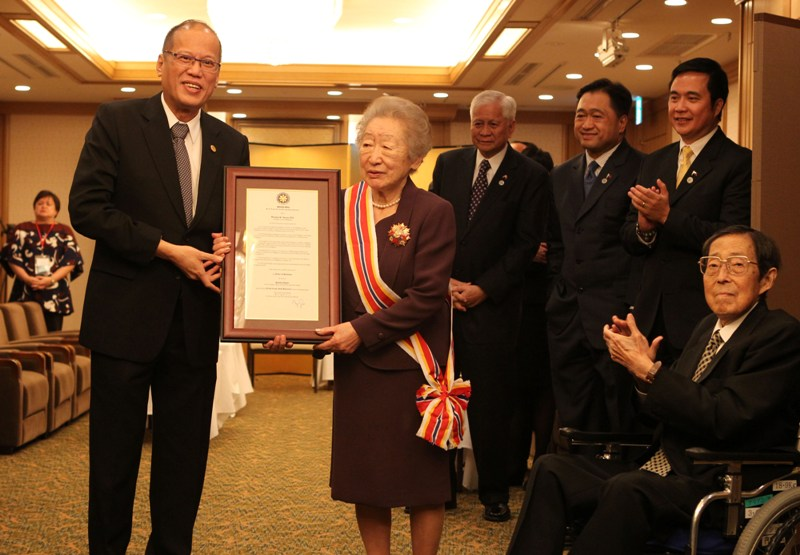
2013年12月14日、フィリピン大統領ベニグノ・アキノ3世（左）からシカツナ勲章を授与される妻の緒方貞子（中央）とともに

父である緒方竹虎は、政治家として要職を歴任し、第4次吉田内閣、第5次吉田内閣ではいわゆる副総理を務めた。妻である緒方貞子は政治学者であり、国際連合難民高等弁務官や国際協力事業団理事長などを務めた。子の緒方篤は映画監督となった。そのほか、縁戚関係のある著名人は多数いるが、ここでは親族に該当する者のみを記載した。
- 緒方研堂（曾祖父）
- 犬養毅（義曾祖父） - 政治家
- 芳澤謙吉（義祖父） - 外交官・政治家
- 緒方竹虎（父） - 政治家
- 緒方貞子（妻） - 政治学者
- 緒方篤（子） - 映画監督
- 緒方研二（兄） - 技術者

## 略歴
- 1927年 - 東京府にて誕生。
- 1947年 - 成蹊高等学校（旧制）卒業。
- 1950年 - 東京大学法学部卒業。
- 1950年 - 日本銀行入行。
- 1986年 - 日本開発銀行副総裁。

## 著書

### 単著
- 『円と日銀――セントラル・バンカーの回想』中央公論社〈中公新書〉、1996年。ISBN 412101331X
- 『遥かなる昭和――父・緒方竹虎と私』朝日新聞社、2005年。ISBN 4022579749

### 共著
- Shijuro Ogata, Richard N. Cooper, Horst Schulmann, International financial integration -- the policy challenges -- a task force report to the Trilateral Commission, Trilateral Commission, 1989. ISBN 0930503074
- 緒方四十郎ほか著『金融の国際的統合――その政策課題』日米欧委員会日本委員会、1989年。
- Shijuro Ogata, et al., Financing an effective United Nations -- a report of the Independent Advisory Group on U.N. Financing, Ford Foundation, 1993.
- 伊藤隆ほか著、藤原書店編集部編『二・二六事件とは何だったのか――同時代の視点と現代からの視点』藤原書店、2007年。ISBN 9784894345553

### 翻訳
- ミルトン・ギルバート著、緒方四十郎・溝江義郎訳『国際通貨体制の軌跡』東洋経済新報社、1982年。

### 執筆等
- 大塚武著『国際収支の見方』2版、日本経済新聞社、1962年。